# Callophrys polaris
Callophrys polaris är en fjärilsart som beskrevs av Heinrich Benno Möschler 1893. Callophrys polaris ingår i släktet Callophrys och familjen juvelvingar. Inga underarter finns listade i Catalogue of Life.